# Conducție termică
Conducția termică este una din modalitățile de transmitere a căldurii între două medii aflate la o anumită diferență de temperatură, la care, spre deosebire de convecție și radiație, transferul de energie are loc prin ciocniri între particulele elementare învecinate, din aproape în aproape, în toată masa mediului.
Conducția termică este un fenomen de transport a energiei interne, datorate neomogenității provocate de agitația termică la nivel molecular și este un fenomen ireversibil.
În fluide se desfășoară asemeni fenomenului de difuzie, iar în solide are loc datorită vibrației rețelei cristaline.
O mărime fizică ce caracterizează acest fenomen este conductibilitatea termică.

## Conducția termică la fluide

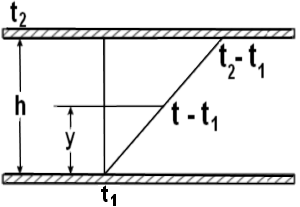
Variaţia temperaturii în fluid datorită conducţiei termice

Se consideră un fluid în reapaus, aflat între două plăci plane paralele situate la distanța h, suficient de mică pentru a nu exista curenți de convecție termică.
Placa inferioară are temperatura t1, iar cea superioară t2.
Experimental se constată că fluidul aflat în contact cu o placă are aceeași temperatură cu placa.
După un interval de timp suficient de mare, există o repartiție liniară a temperaturii fluidului aflat între cele două plăci, deoarece căldura se transmite de la placa superioară mai caldă, la cea inferioară mai rece.
La distanța y de placa inferioară, temperatura t a fluidului se poate deduce din expresia:
{\displaystyle {\frac {t-t_{1}}{t_{2}-t_{1}}}={\frac {y}{h}}.}
Altfel spus, gradientul temperaturii pe direcția normală la placă este constant, rezultat ce poate fi generalizat.